# Jungle Man (singel)
Jungle Man – piosenka amerykańskiego zespołu rockowego Red Hot Chili Peppers. Jest pierwszym utworem na ich wydanym w 1985 roku albumie, Freaky Styley. Autorem tekstu piosenki jest wokalista grupy, Anthony Kiedis. Dotyczy ona najlepszego przyjaciela Anthony'ego, innego członka zespołu, Flea.
Utwór został wydany jako singel, a w niedługim czasie został nakręcony do niego teledysk. Wideoklip składa się z urywków różnych występów zespołu na żywo, podczas których wykonywali "Jungle Man". Wszystkie fragmenty połączono w całość i dodano płytowy podkład muzyczny.